# Ribe Herred
Ribe Herred var et herred i Ribe Amt. Herredet oprettedes 1859 af forskellige distrikter fra Riberhus Birk, men det meste af området hørte indtil 1864 under Hertugdømmet Slesvig, men blev efter krigen udvekslet med forskellige Kongerigske enklaver der stammede tilbage fra Margrete 1.s tid.
I herredet ligger købstaden Ribe og følgende sogne:
- Farup Sogn
- Hjortlund Sogn
- Kalvslund Sogn
- Mandø Sogn
- Obbekær Sogn
- Sankt Katharine Sogn (Ej vist på kort)
- Ribe Domsogn
- Seem Sogn
- Vester Vedsted Sogn